# Medalha Mozart da Unesco
A Medalha Mozart da Unesco é um prémio de música que deve o seu nome em homenagem a Wolfgang Amadeus Mozart, e é administrado pela Unesco.

## Galardoados
- Elisabeth Schwarzkopf, 1991
- Alicia Terzian, 1995
- Elfi von Dassanowsky, 1996
- Ígor Moiseyev, 2001, por suas "extraordinárias contribuições para o mundo da música"
- Hanna Kulenty, 2003
- Tikhon Khrennikov, 2003
- Escola Purcell de Música, 6 de fevereiro de 2003.
- Mohammad-Reza Shajarian, 2006
- Mstislav Rostropovich, 2007
- Mehriban Aliyeva, 2010